# Business Never Personal
Business Never Personal è il quarto album del duo hip hop statunitense EPMD, pubblicato il 28 luglio 1992 e distribuito da Def Jam, Columbia e Rush Associated Labels. L'album entra nella Billboard 200 ed è il primo lavoro del gruppo a non raggiungere la prima posizione nella classifica delle produzioni hip hop.
Il 13 ottobre del 1992, il disco è certificato d'oro dalla RIAA.
A seguito dell'uscita del quarto lavoro, il gruppo, in crisi economica, si scioglie: la casa di Parrish Smith (PMD) è rapinata da alcuni malviventi che, una volta arrestati, accusano l'altro membro del gruppo, Erick Sermon, quale loro mandante. Sermon è arrestato, prima di essere scarcerato per mancanza di prove. Si riuniranno nel 1997.
| Recensione                | Giudizio   |
| ------------------------- | ---------- |
| AllMusic                  | [ 1 ]      |
| Robert Christgau          | flop       |
| Rolling Stone             | [ 5 ]      |
| Entertainment Weekly      | B+         |
| Rolling Stone Album Guide | [ 7 ]      |
| The Source                | [ 8 ]      |
| Washington Post           | favorevole |

## Tracce
Testi e musiche degli EPMD, eccetto dove indicato. Missaggio di Charlie Marotta (tracce 1, 3-4, 7), Dave Greenberg (tracce 2, 5-6, 8-9, 11), Ivan 'Doc' Rodriguez (tracce 1-5, 7-9, 11) e Ken Wallace (traccia 10).
1. Boon Dox – 2:48
2. Nobody's Safe Chump – 2:12
3. Can't Hear Nothing But the Music – 3:37 (musica: EPMD, Charlie Marotta (co-prod.))
4. Chill – 2:57
5. Head Banger (featuring K-Solo & Redman) – 4:52
6. Scratch Bring It Back (Pt. 2-Mic Doc) – 3:04 (musica: DJ Scratch)
7. Crossover – 3:49
8. Cummin' at Cha (featuring Das EFX) – 4:03
9. Play the Next Man – 3:36
10. It's Going Down – 4:12
11. Who Killed Jane? – 3:47

Durata totale: 38:57

## Classifiche

### Classifiche settimanali
| Classifica (1992)         | Posizione massima |
| ------------------------- | ----------------- |
| Stati Uniti               | 14                |
| US Top R&B/Hip-Hop Albums | 5                 |